# Conférence épiscopale nationale du Congo
Ne doit pas être confondu avec la Conférence épiscopale du Congo, de la république du Congo.
La Conférence épiscopale nationale du Congo (abrégé CENCO) est une conférence épiscopale de l’Église catholique qui rassemble les ordinaires de la hiérarchie catholique en république démocratique du Congo. Approuvée par le Vatican en 1962, elle fait partie de l’Association des conférences épiscopales de l’Afrique centrale et du Symposium des conférences épiscopales d’Afrique et de Madagascar. Elle a été précédemment connue sous le nom de Conférence épiscopale du Zaïre (CEZ).

## Description
La CENCO est responsable des normes liturgiques et des tâches administratives ecclésiastiques. Elle reçoit son autorité de la loi ecclésiastique et des mandats particuliers.
La CENCO joue un rôle politique majeur en république démocratique du Congo. En particulier, en 2025, après les défaites militaires des Forces armées de la république démocratique du Congo (FARDC) dans son combat contre la résurgence du M23, la Cenco et l'Église du Christ au Congo mènent des discussions nationales pour sortir de la crise politico-militaire,.

## Membres

### Présidents
Le président de la conférence est Fulgence Muteba Mugalu (de), archevêque de l'archidiocèse de Lubumbashi, depuis le 27 juin 2024.
Il y a précédemment eu :
- 1962 - 1963 : Vito Roberti (délégué apostolique) ;
- 1963 - 1964 : Félix Scalais, archevêque de Kinshasa ;
- 1967 - 1970 : Aloys Mulindwa Mutabesha Mugoma Mweru, archevêque de Bukavu ;
- 1970 - 1975 : Léon Lesambo Ndamwize, évêque d’Inongo ;
- 1975 - 1979 : Albert Tshomba Yungu, évêque de Tshumbe ;
- 1979 - 1984 : André Ilunga Kaseba, évêque de Kalemie-Kirungu ;
- 1984 - 1992 : Laurent Monsengwo Pasinya, archevêque de Kisangani ;
- 1992 - 2000 : Faustin Ngabu, évêque de Goma ;
- 2000 - 2004 : Frédéric Etsou-Nzabi-Bamungwabi, archevêque de Kinshasa ;
- 2004 - 2008 : Laurent Monsengwo Pasinya, archevêque de Kisangani puis de Kinshasa ;
- 2008 - 2016 : Nicolas Djomo Lola (de), évêque de Tshumbe[5];
- 2016 - 2024 : Marcel Utembi Tapa, archevêque métropolitain de Kisangani[6],[4].

### Vice-présidents
Le vice-président de la conférence en 2022 est José Moko Ekanga (de), évêque d’Idiofa, depuis le 15 octobre 2020.
Il y a précédemment eu :
- Joseph Banga Bane (de), évêque de Buta, jusqu’au 24 juin 2016 ;
- Fridolin Ambongo Besungu, fait cardinal pendant son mandat, administrateur apostolique puis archevêque de Mbandaka-Bikoro puis archevêque coadjuteur puis archevêque de Kinshasa, du 24 juin 2016 au 15 octobre 2020.

### Secrétaires généraux
Le secrétaire général de la conférence est en 2022 le prêtre Donatien Nshole Babula, depuis le 24 février 2017.

## Sanctuaires
La conférence épiscopale a désigné un sanctuaire national, le sanctuaire Bienheureuse-Anuarite d’Isiro, dédié à Marie-Clémentine Anuarite Nengapeta.